# Certhiaxis
Genre
Le genre Certhiaxis regroupe deux espèces de passereaux néotropicaux appartenant à la famille des Furnariidae.

## Liste des espèces
D'après la classification de référence du Congrès ornithologique international (ordre phylogénique) :
- Synallaxe à gorge jaune — Certhiaxis cinnamomeus
- Synallaxe belette — Certhiaxis mustelinus